# Mario Santini
Pour les articles homonymes, voir Santini.
Mario Santini, né le 25 juin 1945 à Paris 16e, et mort le 14 septembre 2001 à Paris 15e, est un acteur français.
Très actif dans le doublage, il est notamment la voix française de Beetlejuice dans le film et la série d'animation homonymes. Il est également connu pour avoir doublé Dustin Hoffman dans plusieurs films ainsi que des personnages-clés de jeux vidéo LucasArts : LeChuck et Manny Calavera.
Il est le plus jeune frère du comédien Pierre Santini.
Il est également directeur artistique.

## Biographie
Mario Jean Léonard Santini est né le 25 juin 1945 à Paris 16e, (Seine).
Mario Santini meurt le 14 septembre 2001 à Paris 15e, (Paris).

## Théâtre

### Mise en scène
- 1975 : Coquin de coq de Seán O'Casey, mise en scène Guy Rétoré, Festival d'Avignon

## Filmographie

### Cinéma

#### Longs métrages
- 1973 : Au rendez-vous de la mort joyeuse
- 1974 : La Maison des filles perdues : Calvet
- 1975 : Une partie de plaisir : Rosco
- 1975 : Il faut vivre dangereusement : Bernard
- 1981 : Pourquoi pas nous ?
- 1987 : Club de rencontres : Le voisin portugais

#### Courts métrages
- 1972 : Le premier combat de Jean-Pierre Bonneau
- 1974 : Ben, quoi! J'écoute la radio! de Jean-Pierre Bonneau
- 1975 : Le jour du départ de Jean-Pierre Bonneau

Mario Santini a prêté sa voix pour plusieurs commentaires, notamment pour des sujets du magazine "Chroniques de France" réalisés par Jean-Pierre Bonneau

### Télévision
- 1960-1996 : Les Cinq Dernières Minutes épisode Dernier Cri de Jean-Marie Comeau : François Gabrielli
- 1978 : La filière de Guy Lefranc : Michel
- 1979 : Désiré Lafarge épisode : Désiré Lafarge suis le mouvement de Guy Lefranc : Un quidam
- 1979 : Un juge, un flic épisode Une preuve de trop de Denys de La Patellière : Louis Herbaz
- 1980 : Médecins de nuit de Jacques Tréfouël, épisode : L'entrepôt (série télévisée)
- 1980 : Les Incorrigibles
- 1984 : Le Mystérieux Docteur Cornélius : José
- 1986 : Série noire, épisode Adieu la vie de Maurice Dugowson
- 1987 : Les Enquêtes du commissaire Maigret, épisode : Les Caves du Majestic tiré du roman de Simenon et réalisé par Maurice Frydland
- 1998 : Julie Lescaut, épisode : Piège pour un flic de Pascale Dallet : Le flic de laboratoire

## Doublage

### Cinéma

#### Films d'animation
- 1991 : Rock-o-rico : le videur Crapaud
- 1992 : Les Mille et Une Farces de Pif et Hercule : le cochon et voix diverses
- 1994 : Poucelina : Grosso et le renard
- 1995 : Tiny Toons : Spécial Show Effroi[7] : Gogo, le Diable et Patty

### Télévision

#### Téléfilms
- 1987 : Les Roses rouges de l'espoir : Everett Corbett (Richard Masur)
- 1992 : La Loi de Chicago : John Reed (Brian Dennehy)
- 1992 : Staline : Joseph Staline (Robert Duvall)
- 1992 : Mission of justice : Cedric Williams (Tony Burton)
- 1993 : La Vérité à tout prix : l'inspecteur Don Brooks (Gregg Henry)
- 1996 : Gotti : Frank DeCicco (Robert Miranda)
- 1996 : Le Père célibataire : Monte Craig (Dan Lauria)
- 1998 : La Famille trahie : Frank « Franky » LoCascio (Frankie Valli) et Tommy Gambino (Tony Sirico)
- 1998 : Vietnam : Un adroit mensonge : le général Westmoreland (Kurtwood Smith)
- 1999 : Aftershock : Tremblement de terre à New York : Bruce Lincoln (Charles S. Dutton)
- 2000 : Homicide : Stuart Gharty (Peter Gerety) (téléfilm de conclusion)
- 2001 : L'Odyssée fantastique : Alan Aisling (Beau Bridges)

#### Séries télévisées
- Brisco County : le shérif Bumper (Felton Perry) (Épisode 9)
- Code Quantum : Alain, le barman (Bruce McGill)
- Dallas : Mark Graison (John Beck)
- Dona Beija : Antonio Sampaio (Gracindo Júnior)
- Les Enquêtes de Nero Wolfe : Nero Wolfe (Maury Chaykin)
- 1986-1990 : MacGyver : Charlie Robinson (Steven Williams) (saison 1, épisode 14) et Wyatt Robins (Rob Roy) (saison 5, épisode 20)
- 1991 : New York, police judiciaire : Harry Fine (Herman O. Arbeit) (saison 2, épisode 9)
- Flash : Dr Desmond Powell / Nightshade (Jason Bernard)
- 1993-1994 : Le Retour des Incorruptibles : George « Bugs » Moran (Jack Thibeau) (4 épisodes)
- 1996-1999 :Homicide : Stuart Gharty (Peter Gerety) (48 épisodes)
- Kung Fu : Harrison (Harrison Ford)
- Manimal : lieutenant Nick Rivera (Reni Santoni)
- Matt Houston : Matt Houston (Lee Horsley)
- Quoi de neuf docteur ? : Dr Jason Seaver (Alan Thicke)
- Le Souffle de la guerre : Luigi Gianelli (Edmund Purdom)
- Star Trek : La Nouvelle Génération : Dr Nicholai Rozenkho (Paul Sorvino)
- V : La Bataille finale : Ham Tyler (Michael Ironside) (1re voix)
- Wild Palms : Tommy Lazlo (Ernie Hudson)

#### Séries d'animation
- 1978[n 1] : Rémi sans famille : le vendeur de billets (épisode 43)
- 1978[n 2] : Le Plein de Super : Lex Luthor (épisode 51)
- 1979[n 3] : Gordian[8] : le chef des méchants et Cross (1er doublage)
- 1979[n 3] : King Arthur : Lavik (1er doublage)
- 1979[n 4] : Les aventures du Capitaine Bobardov[9] : le petit Gangster
- 1984 : Pole Position : Frank (épisode 5)
- 1984-1985 : Le Défi des Gobots : Van
- 1985-1986 : She-Ra, la princesse du pouvoir : Eclair / Fulgor, le pirates des mers et divers méchants
- 1986 : Rambo : le sergent Havoc
- 1989-1991 : Les Simpson : Apu (1er voix), le révérend Lovejoy (voix de remplacement, saison 1), Gros Tony (1er voix), Clancy Bouvier, le père de Marge (1er voix), le principal de l'université (saison 2, épisode 12) et l'un des gardes du corps de Mr Burns (saison 2)
- 1989-1992 : Beetlejuice : Beetlejuice
- 1990 : Roger Rabbit : Lapin Looping[10] : un forain
- 1990 : Cyber City Oedo 808 : Hasegawa (3e voix, OAV 3)
- 1990-1995 : Les Tiny Toons : Gogo
- 1992 : Inspecteur Poisson : Crabby et Requinsky
- 1992-1994 : Les Crocs malins : Bugsy Vile
- 1992-1995 : Spirou : Vito Cortizone, José Moscatel, le professeur Van Brel, Kaloo-Long et Igor Raspoutnikoff (2e voix, saison 1)
- 1992-1995 : Batman, la série animée : le Chapelier Fou (1er voix) et Scarface / le Ventriloque (1er voix)
- 1993-1994[n 5] : Mighty Max : Norman
- 1993 / 1996 : Animaniacs : Dieu (épisode 33), Ramdam Hassein (épisode 35), Dodo et Roger Eggbert (épisode 36) et Lionel Tempojob (épisode 87)
- 1994-1997[n 6] : Drôles de monstres : Krumm et Zimbo
- 1996-2000 : Superman, l'Ange de Metropolis : Perry White, Bibbo Bibbowski et Bruno Mannheim
- 1997 : Blake et Mortimer : le colonel Olrik
- 1997 : Sam et Max : voix additionnelles
- 1997 : Le Prince d'Atlantis[11] : Ogun
- 1997-1998 : Zorro : ?
- 1998 : Hercule : Nestor
- 1999 : Starship Troopers : la voix-off spots TV

### Jeux vidéo
- 1997 : Diablo : le guerrier
- 1997 : Star Wars: Jedi Knight - Dark Forces 2 : Morgan Katarn
- 1998 : The Curse of Monkey Island : LeChuck et voix diverses
- 1998 : Grim Fandango : Manuel Calavera et Toto Santos
- 1998 : Star Wars: Jedi Knight - Mysteries of the Sith : voix diverses
- 1999 : Star Wars, épisode I : La Menace Fantôme : le trieur de ferraille
- 2000 : Escape from Monkey Island : LeChuck et voix diverses

### Direction artistique
Films
- 1996 : Double mise
- 2001 : Pollock

Séries télévisées
- 1994-2001 : X-Files : Aux frontières du réel
- 1997-1998 : Michael Hayes